# François Blondel (biskup)
François Marie Joseph Pascal Louis Blondel (ur. 24 marca 1940 w Limoges) – francuski duchowny katolicki, biskup Viviers w latach 2000-2015.

## Życiorys
Święcenia kapłańskie otrzymał 27 czerwca 1965.

## Episkopat
15 listopada 1999 papież Jan Paweł II mianował do biskupem ordynariuszem diecezji Viviers. Sakry biskupiej udzielił mu 9 stycznia 2000 ówczesny biskup Limoges - Léon Soulier. 22 maja 2015 przeszedł na emeryturę.